# Dosso (regija)
Dosso je jedna od sedam regija u Nigeru. Glavni grad joj je Dosso po kojem je dobila i ime.

## Karakteristike
Regija Dosso nalazi se na jugozapadu Nigera, površina joj je 31.002 km² u njoj prema podacima iz 2011. godine živi 2.078.339 stanovnika, dok je prosječna gustoća naseljenosti 67 stanovnika na km²

## Administrativna podjela
Regija je podjeljena na pet Departmana:
- Boboye Departman
- Dogondoutchi Departman
- Dosso Departman
- Gaya Departman
- Loga Departman

## Granica
Dosso ima sljedeće granice, uključujući i državne granice:
- - Državna granica:
- Država Sokoto,  Nigerija - istok
- Država Kebbi, Nigerija - jugoistok
- Alibori Departman, Benin - jug
  - Regijska granica:
- Tahoua (regija) - sjeveroistok
- Tillabéri (regija) - zapad